# Al-Jāḥiẓ
Abu Otomão Anre ibne Bar Alquinani Albáceri (em árabe: أبو عثمان عمرو بن بحر الكناني البصري, lit. 'Abū ʿUthman ʿAmr ibn Baḥr al-Kinānī al-Baṣrī'), mais conhecido como al-Jahiz (em árabe: الجاحظ, translit. al-Jāḥiẓ‎, que significa alguém com olhos esbugalhados; Baçorá, c. 781 – Baçorá, 868/69) foi um famoso estudioso e escritor árabe de prosa e autor de obras de literatura, teologia mu'tazili, zoologia e polêmicas político-religiosas.
O bibliografio ibne Nadim lista cerca de 140 títulos atribuídos a al-Jahiz, dos quais 75 são comprovadamente de sua autioria. Os mais conhecidos são Kitāb al-Ḥayawān (O livro da vida), uma espécie de enciclopédia que apresenta 350 espécies. Este livro tornou-se notório por postular ideias que se parecem muito com a teoria da evolução de Charles Darwin e Alfred Russel Wallace. Os outros livros famosos são Kitāb al-Bayān wa-l-tabyīn (O livro da eloquência e exposição), um amplo trabalho sobre comunicação humana; e Kitāb al-Bukhalāʾ (O livro dos avarentos), uma coleção de anedotas sobre mesquinhez.
Al-Jahiz estudou em Baçorá, um centro intelectual importante, com vários sábios islâmicos. Pertencia a uma família de classe média e durante sua juventude, continuou seus estudos e ajudou seu pai no mercado de peixes. Reconhecendo seus talentos mais produtivos, um dia sua mãe apresentou-se a ele com uma bandeja de cadernos de papel e sugeriu que ganha-se sua vida por meio da escrita. Isto ajudou a lançar-se naquilo que se transformaria em uma carreira ilustre que durou mais sessenta anos.
Al-Jahiz inscreveu-se mais tarde na instituição do Califa aonde foi bem recebido na coorte de Baguedade. Por volta de 815, mudou-se para Baguedade, uma cidade fundada aproximadamente quinze anos antes de seu nascimento como centro do Califado Abássida e a capital do império islâmico (exceto Alandalus, isto é, Espanha, Portugal e França do Sul). Continuou a escrever sobre vários assuntos e era bem respeitado na coorte de Califa, embora fosse admirado por oficiais da coorte, nunca trabalhou para eles nem exigiu qualquer posição oficial.

## Visão Política
Al-Jahiz era um literato filosófico, ele usava de chistosas anedotas e descrições literárias vívidas para passar ensinamentos morais. Como o mais proeminente membro da escola Muʿtazilah, ele compartilhava que todas as opiniões devem ser meticulosamente escrutinadas pela razão crítica. Ele expressava repulsa pelas pessoas comuns sendo um dos primeiros a enfatizar a diferença entre a elite e as massas (al-khassa wa'l-'amma). Tinha uma postura pessimista da natureza humana. Ele acreditava na necessidade da autoridade política sobre a natureza humana. Rejeitou a visão anarquista de que é melhor para os homens serem deixados em liberdade sem um guardião. 
Al-Jahiz muito se preocupou com questões constitucionais. Segundo ele, devido a falta de entendimento das massas sobre a necessidade de liderança, as massas estariam inaptas a participarem de qualquer ação política. O governo deve ser comandado pela elite, embora não defina quem sejam eles. Ele exaltou inteligência, erudição e bons hábitos como qualidades essenciais a um bom líder. 
Ele, como muitos mutazilitas, mantinham que um tirano devia ser deposto e um novo governante instalado através da força.

## Trabalhos
al-Jahiz escreveu mais de 200 trabalhos mas somente trinta deles existem até os dias de hoje. Em seu trabalho está incluído zoologia, a gramática árabe, a poesia, o retórica e a lexicografia, é considerado como um dos poucos cientistas muçulmanos que escreveram assuntos científicos e complexos para pessoas não especializadas.
Seus escritos contêm muitas anedotas indiferentes ao assunto do qual ele está discutindo, para mostrar o seu ponto de vista, e para trazer a luz ambos os lados de um argumento. Alguns de seus livros mais famosos são:
- O livro dos animais
- A arte de manter-se uma boca fechada
- Encontro com empregados civis
- Alimento árabe
- Um elogio aos comerciantes
- Leveza e Serenidade

Seu livro mais famoso, Kitab al-Hayawan (O Livro dos Animais), é uma enciclopédia de 7 volumes, que trata de 35 espécies. Foi recompensado com 5 mil dinares de ouro por um oficial da côrte a quem dedicou o livro dos animais.
Kitab al-Hayawan contem uma disposição surpreendente de informações científicas que não eram plenamente desenvolvidas até a primeira metade do século XX.
Al-Jahiz discute sua observação em detalhe na organização social de uma comunidade de formigas, da comunicação animal e da psicologia, e dos efeitos da dieta e do clima. Descreveu como as formigas armazenam e preservam os grão em seus ninhos durante a estação chuvosa. Sugeriu uma maneira engenhosa de expelir mosquitos e moscas de um quarto baseado em sua observação de que alguns insetos são atraídos pela luz. Ele pesquisou o grau de inteligência da espécie animal e dos insetos. Observou também que determinados parasitas se adaptam à cor de seu hospedeiro, e realizou uma pesquisa sobre os efeitos da dieta e do clima não somente em homens, mas também em animais e plantas. Antecipou em cerca de mil anos a Teoria da Evolução das Espécies, desenvolvida por Charles Darwin e Alfred Russel Wallace no século XIX. Al-Jahiz disse em sua obra: "Os animais estão envolvidos numa luta pela existência e pelos recursos, para evitar serem comidos e se reproduzirem", "os fatores ambientais influenciam nos organismos fazendo com que desenvolvam novas características para assegurar a sobrevivência, transformando-os assim em novas espécies" e "os animais que sobrevivem para se reproduzir podem transmitir suas características exitosas a seus descendentes". Ele também chamou esse processo de seleção natural.
As 87 páginas do Livro dos Animais (aproximadamente um décimo do texto original de al-Jahiz) estão preservados na Biblioteca Ambrosiana em Milão, e influenciou outros pensadores muçulmanos, tais como Alfarábi, Alárabi, Albiruni e ibne Caldune.
Esta coleção (uma cópia do original) data do século X e carrega o nome do último proprietário Abederramão Almagribi e o ano de 1615. Estas páginas do livro dos animais contêm mais de 30 ilustrações em miniatura.
Como era comum nas escritas dos cientistas muçulmanos da idade dourada (século VIII ao X), al-Jahiz reconheceu os sinais de Deus, na criação.
Al-Jahiz retornou a Baçorá após ter ficado mais de 50 anos em Baguedade, onde morreu em 868 ou 869 em consequência de um acidente em que foi esmagado e morto por uma pilha de livros que desmoronou de uma das prateleiras de sua biblioteca confidencial.

## Outros trabalhos

### Kitab al Jawari Moufakharat wal Ghilman (Livro do ditirambo das concubinas e efebos)
Em árabe a palavra jawari é o plural de sentido jariya (serva) que, pelo padrão de hoje poderíamos chamar de amante, concubina ou dama havia realmente dois tipos de jariyas que administravam a casa e encaminhava recados diários e o segundo tipo usado de serva era a Qina chamado também de qaenawas a jariya que tinha a habilidade de cantar que a destacava acima (em valor de mercado) de qualquer jariya comum, muitas vezes este tipo de jawari valia muito dinheiro, em consequência, elas se tornaram um privilégio para príncipes e comerciantes ricos, e a palavra ghilman é o plural de ghoulam (servos jovens do sexo masculino), também referido como eunuco, castrado ou efebo. Para a maioria dos estudiosos do livro do ditirambo das concubinas e efebos é um livro da sensualidade desenfreada, neste livro al-Jahiz cativa-nos com histórias de natureza erótica que lida com a percepção árabe da sexualidade.

### Risalat Mufakharat al-Sudan 'Ala al-Bidan (Tratado dos Negros)
Todos concordam que não há pessoas na terra em que a generosidade é tão universalmente bem desenvolvidos como o Zanj. Essas pessoas têm um talento natural para dançar ao ritmo de qualquer instrumento, sem a necessidade de aprender. Não há cantores melhores em qualquer lugar do mundo, ninguém é mais polido e eloquente, e não são pessoas dadas a linguagens insultuosas. Nenhuma outra nação pode ultrapassá-los na força física e resistência física. Um deles pode levantar enormes blocos e transportar cargas pesadas que seria além da força da maioria dos beduínos ou membros de outras raças. Eles são corajosos, enérgicos, e generosos, são os virtudiosos da nobreza, e também bem-humorados e com pouca propensão para a maldade. Eles estão sempre alegres, sorrindo, e desprovido de malícia, que é um sinal de caráter nobre. Nós conquistamos o país dos árabes, tanto quanto Meca e governamo-los. Nós derrotamos Dhu Nowas (Rei judeu do Iémen) e matamos todos os príncipes himiaritas, mas você, as pessoas brancas, nunca conquistaram o nosso país. Nosso povo, os Zanjs revoltaram-se quarenta vezes no Eufrates, conduzindo os habitantes das suas casas e fazendo de Oballah um banho de sangue.
O Zanje diz ao árabe: Você é tão ignorante que durante o jahiliyya(referindo-se à condição na qual os árabes se encontraram na Arábia pré-islâmica, no politeísmo) você nos considerava seus iguais quando se tratava de casar com mulheres árabes, mas com o advento da justiça do Islã que você decidiu esta prática era ruim. No entanto, o deserto está cheio de Zanjs casando com mulheres árabes, e eles foram príncipes e reis e têm os seus direitos salvaguardados e protegidos contra os vossos inimigos.
O Zanje diz que Deus não fez os negros, a fim de desfigurá-los, mas foi o ambiente que os fez assim. A melhor evidência disso é que existem tribos negras entre os árabes, como os solaimitas, e que todos os povos que se instalaram em Harra, além dos solaimitas, são negros. Essas tribos tomam escravos entre os Ashban para manusear seus rebanhos nos trabalhos de irrigação, trabalho manual, e no serviço doméstico, enquanto suas esposas, dentre os bizantinos; e ainda leva menos de três gerações em Harra para dar-lhes todas as complexões de um solaimita.
Em Harra todas as gazelas, avestruzes, insetos, lobos, raposas, ovelhas, burros, cavalos e pássaros que vivem lá são todas pretos. Brancos e negros são os resultados do meio ambiente, as propriedades naturais da água e do solo, distância do sol, e a intensidade do calor. Não há sobre de metamorfose, ou desfiguração de punição, ou desfavorecimento por Alá. Além disso, a terra dos solaimitas tem muito em comum com a terra dos turcos, onde os camelos, animais de carga, e tudo o que pertence a essas pessoas é similar na aparência: Tudo deles nos parece turco.